# Tronzano Lago Maggiore

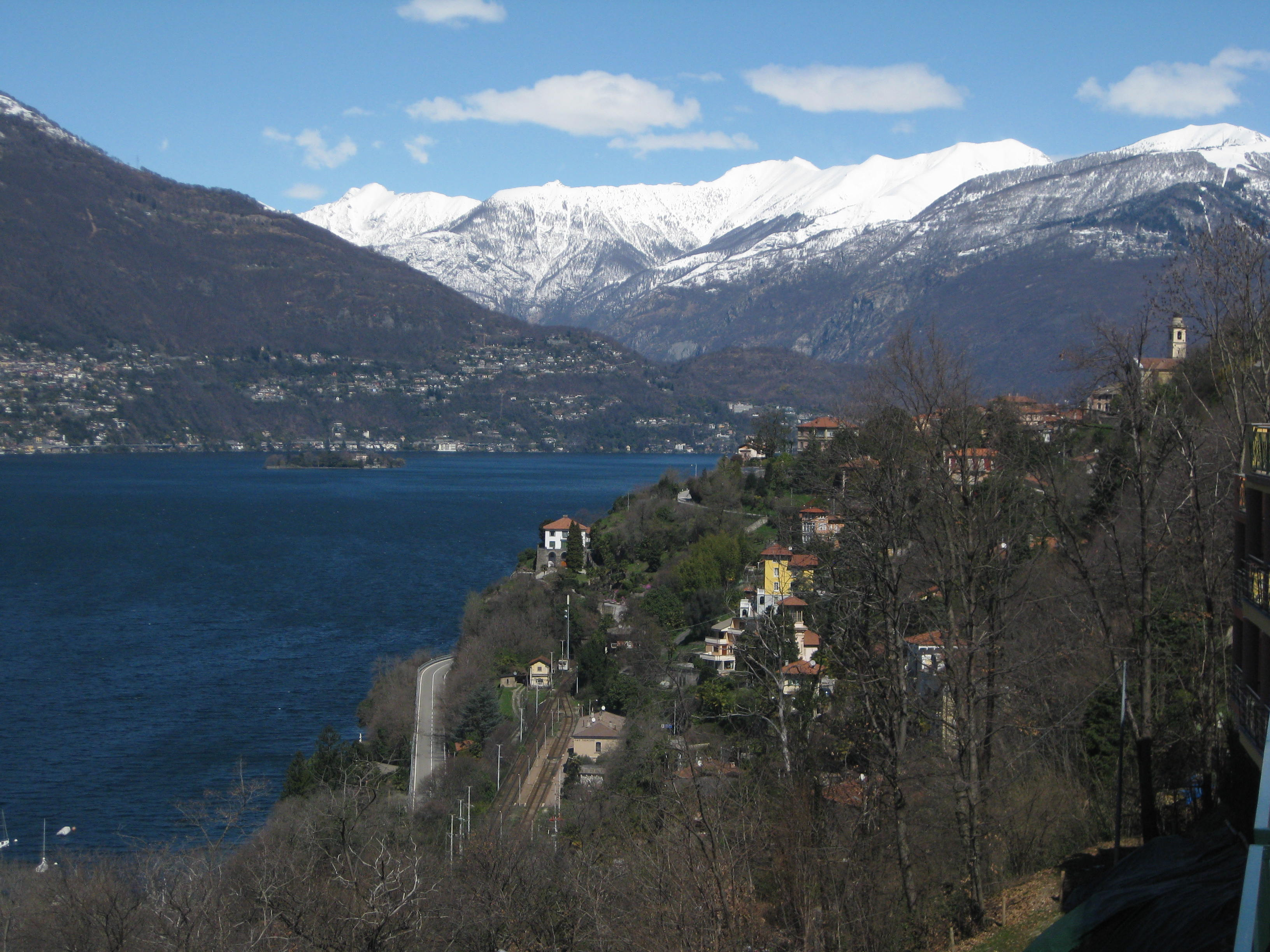
Tronzano, im Hintergrund die Brissago-Inseln und Ronco sopra Ascona

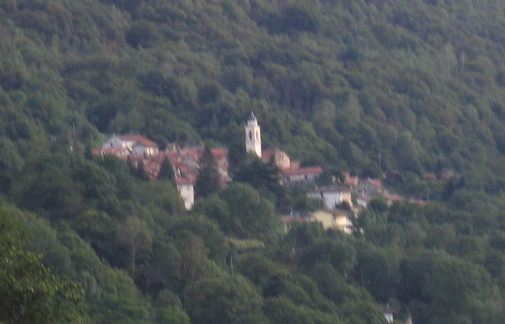
Tronzano Lago Maggiore

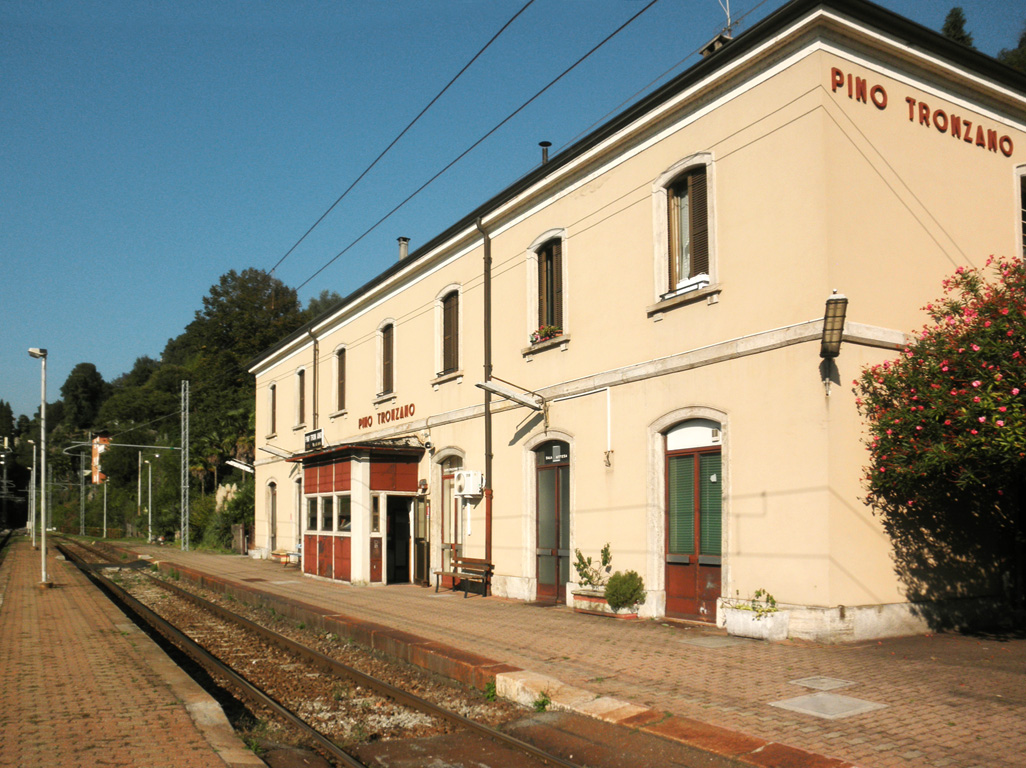
Bahnhof Pino-Tronzano

Tronzano Lago Maggiore ist eine Gemeinde in der Provinz Varese der Region Lombardei.

## Geographie
Das Gemeindegebiet erstreckt sich vom Ufer des Lago Maggiore bis zum Berggrat, der über dem Ort liegt, und umfasst eine Fläche von 11 km². Der alte Dorfkern befindet sich in Hügellage; weitere Fraktionen sind Bassano, la Costa, la Mora, Riva, Lanterna, Poggio, il Bersagliere, Ronco Scigolino, Monti di Bassano, Monte Borgna, la Crocetta, Santa Maria di Lourdes und Porto. Die Gemeinde ist Mitglied im Gemeindeverband Comunità montana Valli del Verbano. Die Nachbargemeinden sind Brissago (Kanton Tessin), Cannobio (VB) und Maccagno con Pino e Veddasca (VA).

## Ortsname
Der Name Tronzano leitet sich vom lateinischen Personennamen Terentius ab, erweitert um das Suffix -anus, das Zugehörigkeit bezeichnet.

## Geschichte
Die Gemeinde Tronzano war Teil des Lehens Val Travaglia, das 1438 von Filippo Maria Visconti an den Grafen von Locarno Franchino Rusca vergeben wurde. Ab 1583 ging das Gebiet in den Besitz der Familie Marliani über. Zur Gemeinde Tronzano gehörte auch die Gemeinde Bassano, die aber hinsichtlich der Steuern auch mit Pino verbunden war. Für die Steuerlasten, die Tronzano mit Pino betreffen, zahlte Pino ein Drittel und Tronzano mit Bassano zwei Drittel. Gemäß Volkszählung von 1751 entrichteten die Einwohner von Tronzano und Bassano jährlich etwas mehr als 79 Lire an ihren Lehnsherr Graf Giovanni Emanuele Marliani; dem Lehnsrichter Antonio Maria Bossi mit Sitz in Luino zahlten sie jährlich 6 Lire.
Die Versammlungen von Tronzano und Bassano fanden im Freien statt, nachdem sie am Vortag von Haus zu Haus angekündigt worden waren. Beim Glockenschlag trat der Rat zusammen, um zu entscheiden, was von den Bürgermeistern und dem Konsul unternommen werden sollte. Wenn die Bürgermeister und Konsuln nicht in der Lage waren, die Beschlüsse der Räte umzusetzen, wurden Personen in den Rat gewählt, die in der Lage waren, die Beschlüsse auszuführen. Die Bürgermeister und Konsuln wurden jedes Jahr abwechselnd aus den Reihen der Einwohner ernannt. Der Kanzler von Tronzano verwaltete die Umlagen des genannten Trienniums und erhielt für jede Umlage 3 Lire und 10 Soldi. Für die Gemeinde Bassano wurde der Beamte auf dieselbe Weise entlöhnt.
Nach einem Edikt von 1757 gehörte Tronzano zur Pieve Valtravaglia. In der Folgezeit änderte sich die Zugehörigkeit zu den Provinzen der Lombardei mehrfach. Im Jahr 1805 hatte die Gemeinde 502 Einwohner. 1809 erhielt sie den Namen Tronzano und zählte zusammen mit dem Nachbarort Pino 744 Einwohner. Nach der vorübergehenden Vereinigung der lombardischen Provinzen mit dem Königreich Sardinien wurde die damals 388 Einwohner zählende Gemeinde in die Provinz Como eingegliedert. Bei der Gründung des Königreichs Italien im Jahr 1861 hatte die Gemeinde 519 Einwohner. 1863 erhielt sie den Namen Bassano di Tronzano. 1927 wurde sie in die Provinz Varese eingegliedert.

## Bevölkerung
| Bevölkerungsentwicklung | Bevölkerungsentwicklung | Bevölkerungsentwicklung | Bevölkerungsentwicklung | Bevölkerungsentwicklung | Bevölkerungsentwicklung | Bevölkerungsentwicklung | Bevölkerungsentwicklung | Bevölkerungsentwicklung | Bevölkerungsentwicklung | Bevölkerungsentwicklung | Bevölkerungsentwicklung | Bevölkerungsentwicklung | Bevölkerungsentwicklung | Bevölkerungsentwicklung | Bevölkerungsentwicklung |
| ----------------------- | ----------------------- | ----------------------- | ----------------------- | ----------------------- | ----------------------- | ----------------------- | ----------------------- | ----------------------- | ----------------------- | ----------------------- | ----------------------- | ----------------------- | ----------------------- | ----------------------- | ----------------------- |
| Jahr                    | 1751                    | 1805                    | 1809                    | 1853                    | 1871                    | 1881                    | 1901                    | 1921                    | 1951                    | 1971                    | 1991                    | 2001                    | 2011                    | 2021                    |                         |
| Einwohner               | 323                     | 502                     | *744                    | 386                     | 449                     | 388                     | 361                     | 340                     | 279                     | 305                     | 302                     | 257                     | 254                     | 206                     |                         |

* zusammen mit Pino sulla Sponda del Lago Maggiore

## Sehenswürdigkeiten
Das alte Dorf ist im für die Bergdörfer der Voralpen typischen architektonischen Stil erhalten.
- Kirche San Rocco im Dorfkern: Die dem Nothelfer Rochus gewidmete heutige Pfarrkirche wird in den Aufzeichnungen der ersten Pastoralbesuche in den Jahren 1567–69 erwähnt. Sie wurde wohl in den Jahrzehnten vor oder nach 1500 errichtet und ersetzte dank ihrer zentralen Lage die hoch über dem Dorf liegende Kirche Santa Maria Assunta.
- Kirche San Sebastiano: Die erste schriftliche Erwähnung der Kirche geht auf den Pastoralbesuch von Kardinal Federico Borromeo im Jahr 1605 zurück. Das Gebäude wurde wahrscheinlich schon einige Jahrzehnte früher als Votivgabe für eine entgangene Seuche im Jahr 1577 errichtet.
- Kirche Santa Maria Assunta (Mariä Himmelfahrt) mit romanischem Glockenturm: Die Kirche liegt oberhalb von Tronzano auf einer Terrasse und kann von Bassano, einem Ortsteil von Tronzano, aus erreicht werden. Sie hat mittelalterliche Ursprünge, wovon der vom in der Barockzeit neu erbauten Kirchenschiff abgetrennte romanische Glockenturm zeugt. Die erste Erwähnung stammt offenbar aus dem Jahr 1246, als in der Carta delle regalie Capitolari del Capitolo di San Vittore di Cannobio ein Kanoniker von San Vittore, ein gewisser Otto Marcado, als Kaplan der Kirche (Sancte Marie et Sancti Quirici de Pino) aufgeführt ist. Das Gebäude hat einen unregelmäßigen Grundriss mit einem Kirchenschiff und zwei Seitenkapellen. Die Decke ist gewölbt, die beiden Seitenkapellen haben ein Tonnengewölbe. Das Dach ist mit Pappelholz gedeckt. Der quadratische Glockenturm ist mit Lichtschlitzen versehen, und im obersten Stockwerk befindet sich eine Reihe von Sprossenfenstern, die von kleinen, ebenfalls steinernen Hängebögen überragt werden.
- Oratorium Santa Maria dei Disciplinati

## Verkehr
Der Bahnhof Pino-Tronzano bedient die Ortschaften Pino sulla Sponda del Lago Maggiore, einen Ortsteil von Maccagno con Pino e Veddasca, und Tronzano Lago Maggiore. Er liegt an der gemeinsamen Stammstrecke der Linien Cadenazzo-Luino und Novara-Pino und ist der der Schweizer Grenze am nächsten gelegene Bahnhof auf italienischem Gebiet.

## Wirtschaft und Sport
Die Wirtschaft des Ortes hängt heute maßgeblich vom Fremdenverkehr ab. Auf dem Lago Maggiore herrschen auf Höhe Tronzano ideale Windverhältnisse zum Surfen und Segeln.